# Соболевский, Юрий Александрович
Ю́рий Алекса́ндрович Соболе́вский (бел. Юры Аляксандравіч Сабалеўскі, пол. Jerzy Sobolewski; 24 апреля 1889, Столбцы — 26 декабря 1957, Кирххайм-унтер-Текк, Баден-Вюртемберг, ФРГ) — белорусский и польский политик, коллаборационист в годы ВОВ.

## Биография
Родился в Столбцах (ныне Минская область, Республика Беларусь).
По профессии агроном. Сотрудничал с газетой «Наша Нива». В 1922 году избран депутатом польского сейма, был активистом Белорусской рабоче-крестьянской партии. Неоднократно подвергался арестам.
Во время Великой Отечественной войны сотрудничал с немецкими оккупационными властями, занимал должность начальника Главного управления Белорусской народной самопомощи, был вторым вице-президентом Белорусской центральной рады и бургомистром Барановичей. После вступления советских войск на территорию БССР бежал за рубеж. Председатель Коллегии БЦР, входившей в Антибольшевистский блок народов.
В 1950 году от имени БЦР заключил соглашение с Украинской Национальной Радой о совместных действиях в борьбе с большевизмом.
Автор небольших воспоминаний о белорусском движении в годы Второй мировой войны и роли в нём ксендза В. Годлевского. Похоронен в Мюнхене, на кладбище Фельдмохинг.